# القود الاسفل

تعديل مصدري - تعديل

القود الاسفل هي إحدى قرى عزلة سرار بمديرية سرار التابعة لمحافظة أبين، بلغ تعداد سكانها 74 نسمة حسب تعداد اليمن لعام 2004.